# Danh sách cầu thủ bóng đá nữ tham dự Thế vận hội Mùa hè 2012
Dưới đây là danh sách cầu thủ của các đội tuyển thi đấu tại nội dung bóng đá nữ Thế vận hội Mùa hè 2012 tại Luân Đôn. Mỗi quốc gia đăng ký 18 cầu thủ, trong đó phải có tối thiểu hai thủ môn.

## Bảng E

### Anh Quốc
Huấn luyện viên: Hope Powell

| Số | VT | Cầu thủ            | Ngày sinh (tuổi)            | Trận | Bàn | Câu lạc bộ năm 2012 |
| -- | -- | ------------------ | --------------------------- | ---- | --- | ------------------- |
| 1  | TM | Karen Bardsley     | 14 tháng 10, 1984 (27 tuổi) | 1    | 0   | Linköping           |
| 2  | HV | Alex Scott         | 14 tháng 10, 1984 (27 tuổi) | 1    | 0   | Arsenal             |
| 3  | HV | Stephanie Houghton | 23 tháng 4, 1988 (24 tuổi)  | 1    | 0   | Arsenal             |
| 4  | TV | Jill Scott         | 2 tháng 2, 1987 (25 tuổi)   | 1    | 0   | Everton             |
| 5  | HV | Sophie Bradley     | 20 tháng 10, 1989 (22 tuổi) | 1    | 0   | Lincoln Ladies      |
| 6  | HV | Casey Stoney (c)   | 13 tháng 5, 1982 (30 tuổi)  | 1    | 0   | Lincoln Ladies      |
| 7  | TĐ | Karen Carney       | 1 tháng 8, 1987 (24 tuổi)   | 1    | 0   | Birmingham City     |
| 8  | TV | Fara Williams      | 25 tháng 1, 1984 (28 tuổi)  | 1    | 0   | Everton             |
| 9  | TĐ | Ellen White        | 9 tháng 5, 1989 (23 tuổi)   | 1    | 0   | Arsenal             |
| 10 | TĐ | Kelly Smith        | 29 tháng 10, 1978 (33 tuổi) | 1    | 0   | Arsenal             |
| 11 | TV | Rachel Yankey      | 1 tháng 11, 1979 (32 tuổi)  | 1    | 0   | Arsenal             |
| 12 | TĐ | Kim Little         | 29 tháng 6, 1990 (22 tuổi)  | 1    | 0   | Arsenal             |
| 13 | HV | Ifeoma Dieke       | 25 tháng 2, 1981 (31 tuổi)  | 1    | 0   | Vittsjö             |
| 14 | TV | Anita Asante       | 27 tháng 4, 1985 (27 tuổi)  | 1    | 0   | Göteborg            |
| 15 | TĐ | Eniola Aluko       | 21 tháng 2, 1987 (25 tuổi)  | 1    | 0   | Birmingham City     |
| 16 | HV | Claire Rafferty    | 11 tháng 1, 1989 (23 tuổi)  | 1    | 0   | Chelsea             |
| 17 | TĐ | Rachel Williams    | 10 tháng 1, 1988 (24 tuổi)  | 0    | 0   | Birmingham City     |
| 18 | TM | Rachel Brown       | 2 tháng 7, 1980 (32 tuổi)   | 1    | 0   | Everton             |
| 19 | HV | Dunia Susi         | 10 tháng 8, 1987 (24 tuổi)  | 0    | 0   | Chelsea             |

### Brasil
Huấn luyện viên: Jorge Barcellos

| Số | VT | Cầu thủ      | Ngày sinh (tuổi)            | Trận | Bàn | Câu lạc bộ năm 2012 |
| -- | -- | ------------ | --------------------------- | ---- | --- | ------------------- |
| 1  | TM | Andréia      | 14 tháng 9, 1977 (34 tuổi)  | 77   | 0   | Juventus            |
| 2  | TĐ | Fabiana      | 4 tháng 8, 1989 (22 tuổi)   | 27   | 1   | Rossiyanka          |
| 3  | HV | Daiane       | 15 tháng 4, 1983 (29 tuổi)  | 28   | 0   | São José            |
| 4  | HV | Aline (c)    | 6 tháng 7, 1982 (30 tuổi)   | 50   | 5   | Rossiyanka          |
| 5  | HV | Érika        | 4 tháng 2, 1988 (24 tuổi)   | 28   | 7   | Centro Olímpico     |
| 6  | TĐ | Maurine      | 14 tháng 1, 1986 (26 tuổi)  | 32   | 4   | Centro Olímpico     |
| 7  | TV | Ester        | 9 tháng 12, 1982 (29 tuổi)  | 54   | 1   | Rossiyanka          |
| 8  | TV | Formiga      | 3 tháng 3, 1978 (34 tuổi)   | 98   | 11  | São José            |
| 9  | TĐ | Thaís Guedes | 20 tháng 1, 1993 (19 tuổi)  | 18   | 3   | Vitória das Tabocas |
| 10 | TĐ | Marta        | 19 tháng 2, 1986 (26 tuổi)  | 68   | 67  | Tyresö FF           |
| 11 | TĐ | Cristiane    | 15 tháng 5, 1985 (27 tuổi)  | 74   | 57  | Rossiyanka          |
| 12 | TV | Rosana       | 7 tháng 7, 1982 (30 tuổi)   | 83   | 14  | Centro Olímpico     |
| 13 | TV | Francielle   | 18 tháng 10, 1989 (22 tuổi) | 36   | 0   | São José            |
| 14 | TV | Bruna        | 16 tháng 10, 1985 (26 tuổi) | 0    | 0   | Foz Cataratas       |
| 15 | TV | Danielli     | 21 tháng 1, 1987 (25 tuổi)  | 9    | 0   | São José            |
| 16 | HV | Renata Costa | 8 tháng 7, 1986 (26 tuổi)   | 74   | 7   | Foz Cataratas       |
| 17 | HV | Grazielle    | 28 tháng 3, 1981 (31 tuổi)  | 35   | 7   | Portuguesa          |
| 18 | TM | Bárbara      | 4 tháng 7, 1988 (24 tuổi)   | 23   | 0   | Foz Cataratas       |

### Cameroon
Huấn luyện viên: Carl Enow

| Số | VT | Cầu thủ              | Ngày sinh (tuổi)            | Trận | Bàn | Câu lạc bộ năm 2012    |
| -- | -- | -------------------- | --------------------------- | ---- | --- | ---------------------- |
| 1  | TM | Annette Ngo Ndom     | 2 tháng 6, 1985 (27 tuổi)   | 13   | 0   | Louves Minproff        |
| 2  | HV | Christine Manie      | 4 tháng 5, 1984 (28 tuổi)   | 40   | 6   | Negrea Reșița          |
| 3  | TĐ | Njoya Nkout          | 12 tháng 1, 1993 (19 tuổi)  | 15   | 2   | Energiya Voronezh      |
| 4  | TV | Yvonne Leuko         | 20 tháng 11, 1991 (20 tuổi) | 3    | 0   | Montigny-le-Bretonneux |
| 5  | HV | Augustine Ejangue    | 19 tháng 1, 1989 (23 tuổi)  | 22   | 0   | Energiya Voronezh      |
| 6  | TV | Francine Zouga       | 9 tháng 11, 1987 (24 tuổi)  | 23   | 3   | FSG Aïre-le-Lignon     |
| 7  | TĐ | Gabrielle Onguene    | 25 tháng 2, 1989 (23 tuổi)  | 0    | 0   | Louves Minproff        |
| 8  | TV | Raissa Feudjio       | 29 tháng 10, 1995 (16 tuổi) | 11   | 0   | Lorema                 |
| 9  | TĐ | Madeleine Ngono Mani | 16 tháng 10, 1983 (28 tuổi) | 42   | 26  | EA Guingamp            |
| 10 | TV | Bebey Beyene         | 10 tháng 5, 1992 (20 tuổi)  | 22   | 1   | Louves Minproff        |
| 11 | TĐ | Adrienne Iven        | 9 tháng 3, 1983 (29 tuổi)   | 12   | 2   | Louves Minproff        |
| 12 | TV | Francoise Bella (c)  | 9 tháng 3, 1983 (29 tuổi)   | 53   | 7   | Rivers Angels          |
| 13 | HV | Claudine Meffometou  | 1 tháng 7, 1990 (22 tuổi)   | 8    | 0   | Franck Rollycek        |
| 14 | HV | Bibi Medoua          | 9 tháng 8, 1993 (18 tuổi)   | 19   | 0   | Locomotive de Yaoundé  |
| 15 | HV | Ysis Sonkeng         | 20 tháng 9, 1989 (22 tuổi)  | 30   | 0   | Louves Minproff        |
| 16 | TV | Jeanette Yango       | 12 tháng 6, 1993 (19 tuổi)  | 20   | 1   | Katowice               |
| 17 | TĐ | Gaelle Enganamouit   | 9 tháng 6, 1992 (20 tuổi)   | 17   | 2   | Spartak Subotica       |
| 18 | TM | Reine Sosso          | 19 tháng 3, 1993 (19 tuổi)  | 11   | 0   | Franck Rollycek        |

### New Zealand
Huấn luyện viên:  Tony Readings

| Số | VT | Cầu thủ           | Ngày sinh (tuổi)            | Trận | Bàn | Câu lạc bộ năm 2012 |
| -- | -- | ----------------- | --------------------------- | ---- | --- | ------------------- |
| 1  | TM | Jenny Bindon      | 25 tháng 2, 1973 (39 tuổi)  | 69   | 0   | Hibiscus Coast      |
| 2  | HV | Ria Percival      | 7 tháng 12, 1989 (22 tuổi)  | 70   | 8   | FFC Frankfurt       |
| 3  | HV | Anna Green        | 20 tháng 8, 1990 (21 tuổi)  | 50   | 6   | Lokomotive Leipzig  |
| 4  | TV | Katie Hoyle       | 1 tháng 2, 1988 (24 tuổi)   | 62   | 1   | Bad Neuenahr        |
| 5  | HV | Abby Erceg        | 20 tháng 11, 1989 (22 tuổi) | 72   | 4   | Fencibles United    |
| 6  | HV | Rebecca Smith (c) | 17 tháng 6, 1981 (31 tuổi)  | 68   | 4   | Wolfsburg           |
| 7  | HV | Ali Riley         | 30 tháng 10, 1987 (24 tuổi) | 61   | 1   | Malmö               |
| 8  | TV | Hayley Moorwood   | 13 tháng 2, 1984 (28 tuổi)  | 80   | 10  | Chelsea             |
| 9  | TĐ | Amber Hearn       | 28 tháng 11, 1984 (27 tuổi) | 59   | 30  | Jena                |
| 10 | TĐ | Sarah Gregorius   | 6 tháng 8, 1987 (24 tuổi)   | 28   | 15  | Bad Neuenahr        |
| 11 | TV | Kirsty Yallop     | 4 tháng 11, 1986 (25 tuổi)  | 59   | 11  | Vittsjö             |
| 12 | TV | Betsy Hassett     | 4 tháng 8, 1990 (21 tuổi)   | 38   | 4   | UC Berkeley         |
| 13 | TĐ | Rosie White       | 6 tháng 6, 1993 (19 tuổi)   | 35   | 9   | UCLA                |
| 14 | HV | Kristy Hill       | 1 tháng 7, 1979 (33 tuổi)   | 19   | 0   | Eastern Suburbs     |
| 15 | HV | Rebekah Stott     | 17 tháng 7, 1993 (19 tuổi)  | 3    | 0   | Melbourne Victory   |
| 16 | TV | Annalie Longo     | 1 tháng 7, 1991 (21 tuổi)   | 42   | 0   | Three Kings United  |
| 17 | TĐ | Hannah Wilkinson  | 28 tháng 5, 1992 (20 tuổi)  | 33   | 12  | Glenfield Rovers    |
| 18 | TM | Rebecca Rolls     | 22 tháng 8, 1975 (36 tuổi)  | 14   | 0   | Fencibles United    |

## Bảng F

### Canada
Các cầu thủ in nghiêng là các cầu thủ thay thế không thi đấu và không được trao huy chương đồng.
Huấn luyện viên:  John Herdman

| Số | VT | Cầu thủ                | Ngày sinh (tuổi)            | Trận | Bàn | Câu lạc bộ năm 2012 |
| -- | -- | ---------------------- | --------------------------- | ---- | --- | ------------------- |
| 1  | TM | Karina LeBlanc         | 30 tháng 3, 1980 (32 tuổi)  | 102  | 0   | Sky Blue            |
| 2  | HV | Emily Zurrer           | 12 tháng 7, 1987 (25 tuổi)  | 55   | 3   | Dalsjöfors          |
| 3  | HV | Chelsea Stewart        | 28 tháng 4, 1990 (22 tuổi)  | 35   | 0   | UCLA                |
| 4  | HV | Carmelina Moscato      | 2 tháng 5, 1984 (28 tuổi)   | 64   | 2   | Piteå IF            |
| 5  | HV | Robyn Gayle            | 31 tháng 10, 1985 (26 tuổi) | 62   | 2   | Tự do               |
| 6  | TV | Kaylyn Kyle            | 6 tháng 10, 1988 (23 tuổi)  | 59   | 4   | Vancouver Whitecaps |
| 7  | HV | Rhian Wilkinson        | 12 tháng 5, 1982 (30 tuổi)  | 125  | 7   | Tự do               |
| 8  | TV | Diana Matheson         | 6 tháng 4, 1984 (28 tuổi)   | 135  | 11  | Tự do               |
| 9  | HV | Candace Chapman        | 2 tháng 4, 1983 (29 tuổi)   | 112  | 6   | Sky Blue            |
| 10 | HV | Lauren Sesselmann      | 14 tháng 8, 1983 (28 tuổi)  | 20   | 0   | Tự do               |
| 11 | TV | Desiree Scott          | 31 tháng 7, 1987 (24 tuổi)  | 47   | 0   | Vancouver Whitecaps |
| 12 | TĐ | Christine Sinclair (c) | 12 tháng 6, 1983 (29 tuổi)  | 184  | 137 | Tự do               |
| 13 | TV | Sophie Schmidt         | 28 tháng 6, 1988 (24 tuổi)  | 90   | 7   | Kristianstads       |
| 14 | TĐ | Melissa Tancredi       | 27 tháng 12, 1981 (30 tuổi) | 82   | 18  | Piteå IF            |
| 15 | TV | Kelly Parker           | 8 tháng 3, 1981 (31 tuổi)   | 37   | 3   | Atlanta Beat        |
| 16 | TĐ | Jonelle Filigno        | 24 tháng 9, 1990 (21 tuổi)  | 45   | 8   | Rutgers University  |
| 17 | TV | Brittany Timko         | 5 tháng 9, 1985 (26 tuổi)   | 115  | 4   | Tự do               |
| 18 | TM | Erin McLeod            | 26 tháng 2, 1983 (29 tuổi)  | 74   | 0   | Dalsjöfors          |
| 19 | HV | Melanie Booth          | 24 tháng 8, 1984 (27 tuổi)  | 63   | 2   | Vancouver Whitecaps |
| 20 | HV | Marie-Ève Nault        | 16 tháng 2, 1982 (30 tuổi)  | 49   | 0   | Tự do               |

### Nam Phi
Huấn luyện viên: Joseph Mkhonza

| Số | VT | Cầu thủ            | Ngày sinh (tuổi)            | Trận | Bàn | Câu lạc bộ năm 2012            |
| -- | -- | ------------------ | --------------------------- | ---- | --- | ------------------------------ |
| 1  | TM | Roxanne Barker     | 6 tháng 5, 1991 (21 tuổi)   | 6    | 0   | Đại học Pepperdine             |
| 2  | TV | Robyn Moodaly      | 16 tháng 6, 1994 (18 tuổi)  | 12   | 1   | High Performance Centre        |
| 3  | HV | Nothando Vilakazi  | 28 tháng 10, 1988 (23 tuổi) | 30   | 6   | Palace Super Falcons           |
| 4  | HV | Amanda Sister      | 1 tháng 3, 1990 (22 tuổi)   | 33   | 1   | Liverpool                      |
| 5  | HV | Janine van Wyk     | 17 tháng 4, 1987 (25 tuổi)  | 76   | 8   | Palace Super Falcons           |
| 6  | HV | Zamandosi Cele     | 26 tháng 12, 1990 (21 tuổi) | 18   | 0   | Durban                         |
| 7  | TV | Leandra Smeda      | 22 tháng 7, 1989 (23 tuổi)  | 19   | 3   | Cape Town Roses                |
| 8  | TV | Kylie Louw         | 15 tháng 1, 1989 (23 tuổi)  | 72   | 7   | Đại học Bang Stephen F. Austin |
| 9  | TV | Amanda Dlamini (c) | 22 tháng 7, 1988 (24 tuổi)  | 49   | 16  | Đại học Johannesburg           |
| 10 | TV | Marry Ntsweng      | 19 tháng 12, 1989 (22 tuổi) | 41   | 1   | Đại học Tshwane                |
| 11 | TĐ | Noko Matlou        | 30 tháng 9, 1985 (26 tuổi)  | 74   | 55  | Đại học Johannesburg           |
| 12 | TĐ | Portia Modise      | 20 tháng 6, 1983 (29 tuổi)  | 92   | 71  | Palace Super Falcons           |
| 13 | TV | Gabisile Hlumbane  | 20 tháng 12, 1986 (25 tuổi) | 33   | 0   | Kovsies                        |
| 14 | TĐ | Sanah Mollo        | 30 tháng 1, 1987 (25 tuổi)  | 26   | 8   | Bloemfontein Celtic            |
| 15 | HV | Refiloe Jane       | 4 tháng 8, 1992 (19 tuổi)   | 5    | 0   | Mamelodi Sundowns              |
| 16 | TV | Mpumi Nyandeni     | 19 tháng 8, 1987 (24 tuổi)  | 93   | 7   | Rossiyanka                     |
| 17 | TĐ | Andisiwe Mgcoyi    | 3 tháng 7, 1988 (24 tuổi)   | 21   | 4   | Mamelodi Sundowns              |
| 18 | TM | Thokozile Mndaweni | 8 tháng 8, 1981 (30 tuổi)   | 57   | 1   | Đại học Johannesburg           |

### Nhật Bản
Huấn luyện viên trưởng: Sasaki Norio

| Số | VT | Cầu thủ          | Ngày sinh (tuổi)            | Trận | Bàn | Câu lạc bộ năm 2012           |
| -- | -- | ---------------- | --------------------------- | ---- | --- | ----------------------------- |
| 1  | TM | Fukumoto Miho    | 2 tháng 10, 1983 (28 tuổi)  | 60   | 0   | Okayama Yunogo Belle          |
| 2  | HV | Kinga Yukari     | 2 tháng 5, 1984 (28 tuổi)   | 79   | 5   | INAC Leonessa                 |
| 3  | HV | Iwashimizu Azusa | 14 tháng 10, 1986 (25 tuổi) | 77   | 8   | NTV Beleza                    |
| 4  | HV | Kumagai Saki     | 17 tháng 10, 1990 (21 tuổi) | 41   | 0   | 1. FFC Frankfurt              |
| 5  | HV | Sameshima Aya    | 16 tháng 6, 1987 (25 tuổi)  | 45   | 2   | Vegalta Sendai                |
| 6  | TV | Sakaguchi Mizuho | 15 tháng 10, 1987 (24 tuổi) | 53   | 16  | NTV Beleza                    |
| 7  | TĐ | Ando Kozue       | 9 tháng 7, 1982 (30 tuổi)   | 103  | 17  | FCR 2001 Duisburg             |
| 8  | TV | Miyama Aya (c)   | 28 tháng 1, 1985 (27 tuổi)  | 112  | 27  | Okayama Yunogo Belle          |
| 9  | TV | Kawasumi Nahomi  | 23 tháng 9, 1985 (26 tuổi)  | 31   | 8   | INAC Leonessa                 |
| 10 | TV | Sawa Homare      | 6 tháng 9, 1978 (33 tuổi)   | 179  | 80  | INAC Leonessa                 |
| 11 | TĐ | Shinobu Ohno     | 23 tháng 1, 1984 (28 tuổi)  | 105  | 37  | INAC Leonessa                 |
| 12 | HV | Yano Kyoko       | 3 tháng 6, 1984 (28 tuổi)   | 72   | 1   | Urawa Red Diamonds            |
| 13 | TĐ | Maruyama Karina  | 26 tháng 3, 1983 (29 tuổi)  | 70   | 14  | Speranza F.C. Osaka-Takatsuki |
| 14 | TV | Tanaka Asuna     | 23 tháng 4, 1988 (24 tuổi)  | 13   | 3   | INAC Leonessa                 |
| 15 | TĐ | Takase Megumi    | 10 tháng 11, 1990 (21 tuổi) | 26   | 5   | INAC Leonessa                 |
| 16 | TĐ | Iwabuchi Mana    | 18 tháng 3, 1993 (19 tuổi)  | 11   | 2   | NTV Beleza                    |
| 17 | TĐ | Ōgimi Yūki       | 15 tháng 7, 1987 (25 tuổi)  | 83   | 36  | 1. FFC Turbine Potsdam        |
| 18 | TM | Kaihori Ayumi    | 4 tháng 9, 1986 (25 tuổi)   | 31   | 0   | INAC Leonessa                 |

### Thụy Điển
Huấn luyện viên trưởng: Thomas Dennerby

| Số | VT | Cầu thủ           | Ngày sinh (tuổi)            | Trận | Bàn | Câu lạc bộ năm 2012 |
| -- | -- | ----------------- | --------------------------- | ---- | --- | ------------------- |
| 1  | TM | Hedvig Lindahl    | 29 tháng 4, 1983 (29 tuổi)  | 86   | 0   | Kristianstad        |
| 2  | HV | Linda Sembrant    | 15 tháng 5, 1987 (25 tuổi)  | 35   | 1   | Tyresö FF           |
| 3  | HV | Emma Berglund     | 19 tháng 12, 1988 (23 tuổi) | 11   | 0   | Umeå                |
| 4  | HV | Annica Svensson   | 3 tháng 3, 1983 (29 tuổi)   | 28   | 0   | Tyresö FF           |
| 5  | TV | Nilla Fischer (c) | 2 tháng 8, 1984 (27 tuổi)   | 90   | 12  | Linköping           |
| 6  | HV | Sara Thunebro     | 26 tháng 4, 1979 (33 tuổi)  | 93   | 3   | FFC Frankfurt       |
| 7  | TV | Lisa Dahlkvist    | 6 tháng 2, 1987 (25 tuổi)   | 56   | 7   | Tyresö FF           |
| 8  | TĐ | Lotta Schelin     | 27 tháng 2, 1984 (28 tuổi)  | 107  | 45  | Lyon                |
| 9  | TV | Kosovare Asllani  | 29 tháng 7, 1989 (22 tuổi)  | 36   | 6   | Kristianstad        |
| 10 | TV | Sofia Jakobsson   | 23 tháng 4, 1990 (22 tuổi)  | 17   | 3   | Rossiyanka          |
| 11 | TV | Antonia Göransson | 16 tháng 9, 1990 (21 tuổi)  | 24   | 4   | FFC Turbine Potsdam |
| 12 | TV | Marie Hammarström | 29 tháng 3, 1982 (30 tuổi)  | 23   | 1   | Örebro              |
| 13 | HV | Lina Nilsson      | 17 tháng 6, 1987 (25 tuổi)  | 34   | 0   | Malmö               |
| 14 | TV | Johanna Almgren   | 22 tháng 3, 1984 (28 tuổi)  | 40   | 0   | Göteborg            |
| 15 | TV | Caroline Seger    | 19 tháng 3, 1985 (27 tuổi)  | 93   | 13  | Tyresö FF           |
| 16 | TĐ | Madelaine Edlund  | 15 tháng 9, 1985 (26 tuổi)  | 33   | 1   | Tyresö FF           |
| 17 | HV | Malin Levenstad   | 13 tháng 9, 1988 (23 tuổi)  | 6    | 0   | Malmö               |
| 18 | TM | Sofia Lundgren    | 20 tháng 9, 1982 (29 tuổi)  | 26   | 0   | Linköping           |

## Bảng G

### Colombia
Huấn luyện viên: Ricardo Rozo

| Số | VT | Cầu thủ            | Ngày sinh (tuổi)            | Trận | Bàn | Câu lạc bộ năm 2012        |
| -- | -- | ------------------ | --------------------------- | ---- | --- | -------------------------- |
| 1  | TM | Stefany Castaño    | 11 tháng 1, 1994 (18 tuổi)  | 0    | 0   | Đại học Graceland          |
| 2  | TV | Tatiana Ariza      | 21 tháng 2, 1991 (21 tuổi)  | 12   | 2   | Bang Austin Peay           |
| 3  | HV | Natalia Gaitán (c) | 3 tháng 4, 1991 (21 tuổi)   | 5    | 0   | Đại học Toledo             |
| 4  | HV | Natalia Ariza      | 21 tháng 2, 1991 (21 tuổi)  | 2    | 0   | Đại học Bang Austin Peay   |
| 5  | HV | Nataly Arias       | 2 tháng 4, 1986 (26 tuổi)   | 16   | 3   | Đại học Maryland           |
| 6  | TV | Daniela Montoya    | 22 tháng 8, 1990 (21 tuổi)  | 11   | 1   | CD Formas Íntimas          |
| 7  | TĐ | Oriánica Velásquez | 1 tháng 8, 1989 (22 tuổi)   | 13   | 1   | Đại học Indiana            |
| 8  | TV | Yoreli Rincón      | 27 tháng 7, 1993 (18 tuổi)  | 14   | 8   | CD Gol Star                |
| 9  | TV | Carmen Rodallega   | 15 tháng 7, 1983 (29 tuổi)  | 34   | 6   | CD Carlos Sarmiento Lora   |
| 10 | TV | Catalina Usme      | 25 tháng 12, 1989 (22 tuổi) | 20   | 14  | Independiente Medellín     |
| 11 | TV | Liana Salazar      | 16 tháng 9, 1992 (19 tuổi)  | 13   | 0   | Đại học Kansas             |
| 12 | TM | Sandra Sepúlveda   | 3 tháng 3, 1988 (24 tuổi)   | 16   | 0   | CD Formas Íntimas          |
| 13 | HV | Yulieth Domínguez  | 6 tháng 9, 1993 (18 tuổi)   | 17   | 3   | Estudiantes F.C.           |
| 14 | HV | Kelis Peduzine     | 21 tháng 4, 1983 (29 tuổi)  | 23   | 2   | CD Eba                     |
| 15 | TĐ | Ingrid Vidal       | 22 tháng 4, 1991 (21 tuổi)  | 18   | 5   | CD Generaciones Palmiranas |
| 16 | TĐ | Lady Andrade       | 10 tháng 1, 1992 (20 tuổi)  | 8    | 1   | CD Inter de Bogotá         |
| 17 | TĐ | Melissa Ortiz      | 24 tháng 1, 1990 (22 tuổi)  | 0    | 0   | Đại học Lynn               |
| 18 | TV | Ana María Montoya  | 24 tháng 9, 1991 (20 tuổi)  | 0    | 0   | Đại học Arizona            |

### Hoa Kỳ
Huấn luyện viên:  Pia Sundhage

| Số | VT | Cầu thủ              | Ngày sinh (tuổi)            | Trận | Bàn | Câu lạc bộ năm 2012 |
| -- | -- | -------------------- | --------------------------- | ---- | --- | ------------------- |
| 1  | TM | Hope Solo            | 30 tháng 7, 1981 (30 tuổi)  | 118  | 0   | Seattle Sounders    |
| 2  | HV | Heather Mitts        | 9 tháng 9, 1978 (33 tuổi)   | 126  | 2   | Tự do               |
| 3  | HV | Christie Rampone (c) | 24 tháng 6, 1975 (37 tuổi)  | 260  | 4   | Tự do               |
| 4  | HV | Becky Sauerbrunn     | 6 tháng 6, 1985 (27 tuổi)   | 24   | 0   | D.C. United         |
| 5  | HV | Kelley O'Hara        | 4 tháng 8, 1988 (23 tuổi)   | 19   | 0   | Tự do               |
| 6  | HV | Amy LePeilbet        | 12 tháng 3, 1982 (30 tuổi)  | 70   | 0   | Tự do               |
| 7  | TV | Shannon Boxx         | 29 tháng 6, 1977 (35 tuổi)  | 168  | 23  | Tự do               |
| 8  | TĐ | Amy Rodriguez        | 17 tháng 2, 1987 (25 tuổi)  | 89   | 25  | Tự do               |
| 9  | TV | Heather O'Reilly     | 2 tháng 1, 1985 (27 tuổi)   | 166  | 34  | Boston Breakers     |
| 10 | TV | Carli Lloyd          | 16 tháng 7, 1982 (30 tuổi)  | 135  | 36  | Tự do               |
| 11 | TĐ | Sydney Leroux        | 7 tháng 5, 1990 (22 tuổi)   | 14   | 7   | Seattle Sounders    |
| 12 | TĐ | Lauren Cheney        | 30 tháng 9, 1987 (24 tuổi)  | 67   | 18  | Tự do               |
| 13 | TĐ | Alex Morgan          | 2 tháng 7, 1989 (23 tuổi)   | 42   | 27  | Seattle Sounders    |
| 14 | TĐ | Abby Wambach         | 2 tháng 6, 1980 (32 tuổi)   | 182  | 138 | Tự do               |
| 15 | TV | Megan Rapinoe        | 5 tháng 7, 1985 (27 tuổi)   | 52   | 12  | Seattle Sounders    |
| 16 | HV | Rachel Buehler       | 26 tháng 8, 1985 (26 tuổi)  | 82   | 3   | Tự do               |
| 17 | TV | Tobin Heath          | 29 tháng 5, 1988 (24 tuổi)  | 45   | 6   | New York Fury       |
| 18 | TM | Nicole Barnhart      | 10 tháng 10, 1981 (30 tuổi) | 43   | 0   | Tự do               |

### Pháp
Huấn luyện viên: Bruno Bini

| Số | VT | Cầu thủ                 | Ngày sinh (tuổi)            | Trận | Bàn | Câu lạc bộ năm 2012 |
| -- | -- | ----------------------- | --------------------------- | ---- | --- | ------------------- |
| 1  | TM | Céline Deville          | 24 tháng 1, 1982 (30 tuổi)  | 54   | 0   | Lyon                |
| 2  | HV | Wendie Renard           | 20 tháng 7, 1990 (22 tuổi)  | 22   | 3   | Lyon                |
| 3  | TV | Laure Boulleau          | 22 tháng 10, 1986 (25 tuổi) | 27   | 1   | Paris Saint-Germain |
| 4  | HV | Laura Georges           | 20 tháng 8, 1984 (27 tuổi)  | 118  | 3   | Lyon                |
| 5  | HV | Ophélie Meilleroux      | 18 tháng 1, 1984 (28 tuổi)  | 61   | 0   | Montpellier         |
| 6  | TV | Sandrine Soubeyrand (c) | 16 tháng 8, 1973 (38 tuổi)  | 177  | 18  | Juvisy              |
| 7  | HV | Corine Franco           | 5 tháng 10, 1983 (28 tuổi)  | 63   | 10  | Lyon                |
| 8  | HV | Sonia Bompastor         | 8 tháng 6, 1980 (32 tuổi)   | 149  | 18  | Lyon                |
| 9  | TĐ | Eugénie Le Sommer       | 18 tháng 5, 1989 (23 tuổi)  | 56   | 19  | Lyon                |
| 10 | TV | Camille Abily           | 5 tháng 12, 1984 (27 tuổi)  | 97   | 23  | Lyon                |
| 11 | TĐ | Marie-Laure Delie       | 29 tháng 1, 1988 (24 tuổi)  | 40   | 35  | Montpellier         |
| 12 | TĐ | Élodie Thomis           | 13 tháng 8, 1986 (25 tuổi)  | 72   | 23  | Lyon                |
| 13 | TV | Camille Catala          | 6 tháng 5, 1991 (21 tuổi)   | 7    | 1   | Saint-Étienne       |
| 14 | TV | Louisa Nécib            | 23 tháng 1, 1987 (25 tuổi)  | 79   | 16  | Lyon                |
| 15 | TV | Élise Bussaglia         | 24 tháng 9, 1984 (27 tuổi)  | 101  | 20  | Paris Saint-Germain |
| 16 | HV | Sabrina Viguier         | 4 tháng 1, 1981 (31 tuổi)   | 91   | 1   | Lyon                |
| 17 | TĐ | Gaëtane Thiney          | 28 tháng 10, 1985 (26 tuổi) | 70   | 32  | Juvisy              |
| 18 | TM | Sarah Bouhaddi          | 17 tháng 10, 1986 (25 tuổi) | 52   | 0   | Lyon                |

### CHDCND Triều Tiên
Huấn luyện viên: Sin Ui-gun

| Số | VT | Cầu thủ           | Ngày sinh (tuổi)            | Trận | Bàn | Câu lạc bộ năm 2012   |
| -- | -- | ----------------- | --------------------------- | ---- | --- | --------------------- |
| 1  | TM | Jo Yun-mi         | 22 tháng 5, 1989 (23 tuổi)  | 14   | 0   | 25 tháng 4            |
| 2  | HV | Kim Nam-hui       | 4 tháng 3, 1994 (18 tuổi)   | 10   | 0   | 25 tháng 4            |
| 3  | HV | Kim Myong-gum     | 4 tháng 11, 1990 (21 tuổi)  | 14   | 0   | Rimyongsu             |
| 4  | HV | Ro Chol-ok        | 3 tháng 1, 1993 (19 tuổi)   | 6    | 0   | 25 tháng 4            |
| 5  | HV | Yun Song-mi       | 28 tháng 1, 1992 (20 tuổi)  | 20   | 2   | Thành phố Bình Nhưỡng |
| 6  | TV | Choe Un-ju        | 23 tháng 1, 1991 (21 tuổi)  | 14   | 3   | Thành phố Bình Nhưỡng |
| 7  | TV | Ri Ye-gyong       | 26 tháng 10, 1989 (22 tuổi) | 25   | 9   | Amrokkang             |
| 8  | TV | Jon Myong-hwa     | 9 tháng 8, 1993 (18 tuổi)   | 24   | 3   | 25 tháng 4            |
| 9  | TĐ | Choe Mi-gyong     | 17 tháng 1, 1991 (21 tuổi)  | 13   | 4   | Rimyongsu             |
| 10 | TĐ | Yun Hyon-hi       | 9 tháng 9, 1992 (19 tuổi)   | 22   | 6   | 25 tháng 4            |
| 11 | TV | Kim Chung-sim (c) | 27 tháng 11, 1990 (21 tuổi) | 15   | 2   | 25 tháng 4            |
| 12 | TV | Kim Un-hyang      | 26 tháng 8, 1993 (18 tuổi)  | 9    | 2   | 25 tháng 4            |
| 13 | TV | O Hui-sun         | 22 tháng 11, 1993 (18 tuổi) | 9    | 0   | Sobaeksu              |
| 14 | HV | Pong Son-hwa      | 18 tháng 2, 1993 (19 tuổi)  | 9    | 0   | Thành phố Bình Nhưỡng |
| 15 | HV | Ri Nam-sil        | 13 tháng 2, 1994 (18 tuổi)  | 1    | 0   | Sobaeksu              |
| 16 | TĐ | Kim Song-hui      | 23 tháng 2, 1987 (25 tuổi)  | 18   | 5   | Thành phố Bình Nhưỡng |
| 18 | TM | O Chang-ran       | 5 tháng 9, 1991 (20 tuổi)   | 6    | 0   | Mangyongbong          |
| 20 | HV | Choe Yong-sim     | 13 tháng 10, 1990 (21 tuổi) |      |     | Thành phố Bình Nhưỡng |
| 21 | TV | Kim Su-gyong      | 4 tháng 1, 1995 (17 tuổi)   |      |     |                       |